# Палермо (станция метро)
«Палермо» (исп. Palermo) — станция Линии D метрополитена Буэнос-Айреса.
Станция находится в районе Палермо, на пересечении улиц Авенида Санта-Фе и Авенида Хуан Б. Хусто. Соответственно от района и получила своё название станция метро. Станция была открыта 23 февраля 1940 года. До открытия станции Министро Карранса 29 декабря 1987 года Палермо служила конечной остановкой линии D. В 1997 году станция была включена в число Национальных исторических памятников. Предполагается, что станция Палермо будет связана переходом со станцией строящейся Линии I.
Холл станции Палермо украшает фреска, сделанная по эскизу 1934 года известного художника Рафаэля Куэнки Муньоса, размером 3,6 x 2,2 метров, которая называется «Ожидание» (исп. La espera).

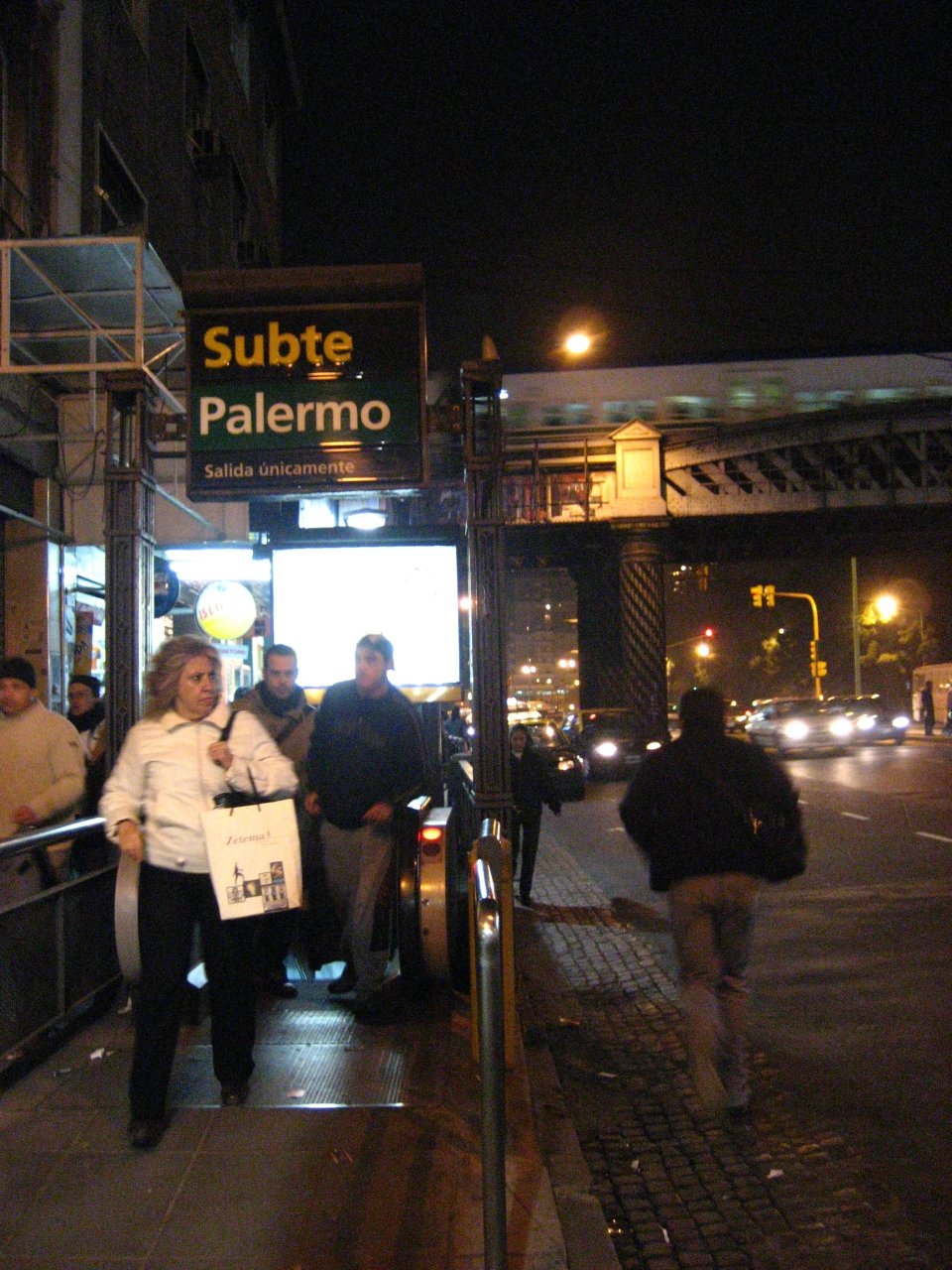